# Olaf (Frozen)
Olaf è un personaggio immaginario del franchise di Frozen, prodotto da Walt Disney Animation Studios. Appare per la prima volta in Frozen - Il regno di ghiaccio del 2013, è un pupazzo di neve creato da Elsa e Anna durante la loro infanzia, e divenuto senziente grazie alla magia di Elsa. Appare anche nel film del 2019 Frozen II, e negli altri media collegati al franchise.

## Biografia del personaggio
Olaf è stato creato da Elsa e dalla sorella Anna nella notte dell'incidente che le avrebbe separate per tredici anni. All'epoca, Olaf non era ancora senziente ed Elsa simulava i movimenti e la voce del pupazzo di neve, creando il suo saluto distintivo: "Ciao a tutti. Io sono Olaf. E amo i caldi abbracci!". Anna adorava il pupazzo di neve che aveva appena costruito con sua sorella e tutti e tre pattinavano nella grande sala, spinti dalla magia di Elsa. Tuttavia, dopo che Anna fu colpita per errore dalla magia di Elsa, Olaf si rovesciò e si ruppe a causa del propagarsi del ghiaccio nella stanza.
Dopo che i suoi poteri furono rivelati in seguito all'incoronazione, Elsa fuggì da Arendelle. Per via degli svariati anni di occultamento durante la sua infanzia, a Elsa non dispiaceva stare in isolamento e colse l'opportunità di sperimentare le sue abilità. Durante questo momento, Elsa ricreò inconsapevolmente il pupazzo di neve, infondendolo di vita.
In seguito Olaf seguirà le due sorelle nelle loro avventure, aiutandole nelle loro imprese con il suo ottimismo e i suoi consigli. A causa dell'indebolimento della magia di Elsa in Frozen II, Olaf comincia a sciogliersi, ma verrà infine ripristinato nella sua forma originaria.

## Concezione e sviluppo
I Walt Disney studios fecero i primi tentativi di adattare la fiaba di Hans Christian Andersen, "La regina delle nevi", già nel 1943, quando Walt Disney considerò la possibilità di produrre un film biografico dell'autore. Tuttavia, la storia e i personaggi si rivelarono troppo simbolici e posero problemi irrisolvibili a Disney e ai suoi animatori. Successivamente, altri dirigenti Disney fecero sforzi per tradurre questo materiale sul grande schermo, tuttavia queste proposte vennero tutte archiviate a causa di problemi simili.
Nel 2008 Chris Buck presentò a Disney la sua versione della storia, chiamata "Anna e la regina delle nevi", che doveva essere un film d'animazione tradizionale. Questa versione era completamente diversa da Frozen; aveva infatti una trama che si avvicinava molto di più al materiale originale e il personaggio Olaf aveva un ruolo più simile a quello di Marshmallow. Tuttavia, all'inizio del 2010, il progetto fu nuovamente scartato. Il 22 dicembre 2011, la Disney annunciò un nuovo titolo per il film, Frozen, che sarebbe stato rilasciato il 27 novembre 2013 e realizzato da una squadra diversa rispetto al precedente tentativo. La nuova sceneggiatura ha finalmente risolto i problemi che da tempo affliggevano i tentativi fatti, apportando numerose modifiche alla fiaba di Andersen, tra cui la raffigurazione di Anna (ispirata al personaggio di Gerda) ed Elsa come sorelle.

## Altri media

### Videogiochi
- Frozen: L'Avventura Di Olaf
- SingStar Frozen – Il Regno di Ghiaccio
- Frozen Lampi di Gemme
- Avventure di Frozen
- Disney Dreamlight Valley

### Altre apparizioni
- Olaf è un PNG nel videogioco Kingdom Hearts III.
- Olaf è un personaggio di supporto in un episodio di Sofia la principessa.
- In Once Upon a Studio, Olaf si unisce con gli altri personaggi Disney per fare una foto di gruppo, mentre disegna il Genio per chiamarlo automaticamente, Timon lo chiama scherzosamente " Frosty".